# Zach Gilford
Zach Gilford född den 14 januari 1982 är en amerikansk skådespelare som spelar Matt Saracen i serien Friday Night Lights. Han har också en av huvudrollerna i filmen Det perfekta livet som "Adam Davies".

## Filmografi (urval)
- 2006–2011 – Friday Night Lights (TV-serie)
- 2009 – Det perfekta livet
- 2010 – Super
- 2013 – The Last Stand
- 2014 – The Purge: Anarchy
- 2018 – Good Girls (TV-serie)
- 2021 – Midnight Mass (TV-serie)